# Pat Carey
Pat Carey, irl. Pádraig Ó Ciardha (ur. 9 listopada 1947 w Castlemaine w Kerry) – irlandzki polityk i nauczyciel, parlamentarzysta krajowy, minister.

## Życiorys
Absolwent St Patrick's College w Dublinie, studiował następnie na University College Dublin i w Trinity College w Dublinie. Pracował zawodowo jako nauczyciel, zajmował stanowisko wicedyrektora szkoły.
Zaangażował się w działalność polityczną w ramach Fianna Fáil. Był radnym miejskim w Dublinie. W 1987 i 1992 kandydował bez powodzenia do Dáil Éireann. Mandat Teachta Dála uzyskiwał natomiast w wyborach w 1997, 2002 i 2007, wykonując go do 2011, kiedy to nie uzyskał poselskiej reelekcji.
W czerwcu 2007 został ministrem stanu do spraw polityki antynarkotykowej, w maju 2008 premier Brian Cowen powierzył mu natomiast stanowisko ministra stanu w departamencie premiera (z funkcją government chief whip). W maju 2010 przeszedł na funkcję ministra ds. wspólnotowych i równościowych, którą pełnił do marca 2011. Od stycznia 2011 był jednocześnie ministrem transportu, a także ministrem łączności, energii i zasobów naturalnych. W 2015 krótko zajmował stanowisko dyrektora do spraw wyborów w administracji swojego ugrupowania.
Jest jawnym gejem. Swoją orientację seksualną publicznie ujawnił w trakcie kampanii referendalnej w 2015.